# 51. механизована бригада
51. механизована бригада је била бригада која је била у саставу ЈА, ЈНА и ВЈ. Формирана је 1944. године, а распуштена 1997. године. Била је стационирана у касарни "Стевица Јовановић" у Панчеву.

## Историја
51. механизована бригада формирана је 8. октобра 1944. године у селу Војловица код Панчева. Првобитни назив бригаде по формирању био је 12. војвођанска бригада, у чијем саставу су били штабови Ударног батаљона Банатске оперативне зоне, Панчевачког, Вршачког и Белоцркванског одреда, као и новопридошли борци из Јужног Баната. Бригада је имала 5 батаљона и била је под непосредном командом Генералштаба Војводине, а касније је била потчињена команди 51. дивизије, где је 1974. године преименована у 51. механизовану бригаду. Бригада је била смештена у касарни „Стевица Јовановић” у Панчеву, где је и расформирана 1997. године.

## Команданти
Миле Узелац
- Славко Бунчић
- Петар Ђого
- Живота Панић
- Младен Братић
- Лудвиг Крајнц
- Енес Тасо
- Зоран Јовановић
- Златимир Србуловић
- Богољуб Китановић
- Зоран Кандић